# Lise Nørgaard
Lise Nørgaard (født 14. juni 1917 i Roskilde som Elise Jensen, død 1. januar 2023) var en dansk journalist, redaktør, forfatter og manuskriptforfatter.
Nørgaard har skrevet romaner, essays og noveller, men er formentlig mest kendt som manuskriptforfatter til tv-serien Matador og for sine erindringer Kun en pige og De sendte en dame. Disse erindringer var oplægget til filmen Kun en pige fra 1995.
Nørgaard valgte at indstille karrieren som skribent og foredragsholder i 2018.

## Baggrund
Nørgaard blev født og voksede op i Roskilde. Faren, Harry Alexander Jensen (1889–1976) var grosserer og moren, Olga Sofie, født Tønder (1889–1987), havde en butik med navnet Paris.
Hjemmet bestod derudover af Nørgaards to mindre søskende, Gerda og Kai, og en moster de kaldte Bob.
Nørgaard blev i 1938 gift med nu afdøde prokurist Mogens Einar Flindt Nielsen, og sammen med ham fik hun fire børn, herunder tvillingerne og badmintonspillerne, fhv. direktør Anne Flindt Christiansen (død 14. marts 2023) og fhv. stiftamtmand Bente Flindt Sørensen. Ægteskabet blev opløst i 1950. I sit sidste interview fortalte hun, at den afgørende årsag til skilsmissen var et slag. Familien boede på Byvolden 24 på hjørnet til Villavej i en klassisk funkisvilla.
Den 29. juli 1951 giftede Nørgaard sig med den politiske journalist Jens Waaben Nørgaard. De forblev gift frem til hans død i 1984.

## Død og bisættelse
Nørgaard døde 1. januar 2023 på Else Mariehjemmet i Humlebæk, hvor hun boede fra februar 2021; indtil da boede hun i lejlighed i Skodsborgparken i Skodsborg.
Hun blev bisat fra Sankt Pauls Kirke i København 14. januar 2023. Hendes urne blev herefter nedsat på Sankt Ibs Kirkegård i Roskilde, hvor hendes forældre og hendes søn Christian (1941-1999, død af kræft) er begravet.

## Journalistik
Nørgaard blev i ungdommen motiveret til at skrive om samfundsforhold.
Som journalist har hun været tilknyttet følgende dag- og ugeblade:
- 1935: Roskilde Dagblad
- 1949: Politiken
- 1968: Hjemmet
- 1975–1977: Hjemmet Chefredaktør
- 1980: Berlingske Tidende

Bogen Jeg gik mig over sø og land samler hendes indtryk som rejsende reporter i udlandet.

## Forfatter
I dag er det hovedsagelig som forfatter, at Lise Nørgaard er kendt. Hun har bl.a. skrevet romaner, noveller og erindringsbøger. Især er hun kendt som hovedforfatter og idé-kvinde til tv-serien Matador.
Nørgaard debuterede som bogforfatter med kogebogen Mad uden tårer, der var skrevet sammen med Else Algreen. Bogen er kommet i senere udgaver.
Nørgaard forsøgte sig tidligt med noveller og indsendte dem til Politikens Magasin. Her blev de dog afvist, og hun brændte alle novellerne. Nørgaards bog, Med mor bag rattet, kom i stand nærmest ved en tilfældighed. To kvinder havde etableret forlaget Spectator og ønskede at udgive en bog for kvinder, der ville tage kørekort. De to rettede henvendelse til Jørgen Sandvad, journalist ved Politiken. Sandvad ledte dem i stedet til sin kollega, Nørgaard, der da var forbrugerjournalist ved avisen. Hun mente, at hun ikke havde forstand på biler, men nævnte, hun var i gang med at skrive om sin families forhold til biler, herunder sin fars "hysteriske forhold til biler". Denne tekst var ment som en pamflet i anledning af hendes fars 70-års fødselsdag. Nørgaard blev bedt om at skrive videre på historien og brugte sommeren i 1959 ved Køge Bugt på at udbygge og færdiggøre teksten til en bog, der blev til "en humoristisk roman om kvinders erhvervelse af kørekortet og deres kamp for at få lov til at bruge det." I 1965 blev bogen filmatiseret under titlen Mor bag rattet, der havde manuskript af Nørgaard og drejebog af Erik Dibbern.
I 1970 udgav Nørgaard den humoristiske roman Volmer: portræt af en samfundsstøtte, og i 1981 kom romanen Stjernevej.
I begyndelsen af 1970'erne blev det til endnu et filmmanuskript fra Nørgaards hånd. Det var efter, at Sven Borre fra Saga Film foreslog et engelsk forlæg. Det blev til filmen Mig og mafiaen, der med Dirch Passer i hovedrollen opnåede stor publikumssucces. Til opfølgeren Mafiaen - det er osse mig! med premiere i 1974, stod Nørgaard også for manuskriptet. Hun var dog ikke begejstret for filmene og kaldte dem "noget så aldeles ligegyldigt, bare to farcer".
Lise Nørgaard skrev også manuskript til flere episoder af tv-serien Huset på Christianshavn, første gang til afsnit 41, der udsendtes i oktober 1973. Hun var desuden medforfatter på adskillige indslag i At tænke sig, Uha-uha og andre satiriske samfundskritiske medie-indlæg.

## Hæder
1. oktober 2010 blev der i hendes fødeby, Roskilde, afsløret en bronzestatue, der forestiller Lise Nørgaard siddende på en bænk. Statuen er opstillet på Algade ved Sankt Olsgade.
Herudover modtog hun en lang række priser og æresbevisninger.
- 1979: Billedbladets Gyldne Rose
- 1980: Billedbladets Gyldne Rose
- 1981: Billedbladets Gyldne Rose
- 1982: Årets Victor
- 1982: Publicistprisen
- 1989: Simon Spies Fondens æreslegat
- 1990: Marienlystprisen (for Matador)
- 1992: Lyngby-Taarbæk Kommunes Kulturpris
- 1992: Bog & Idé-prisen (Danskernes Yndlingsforfatter)
- 1993: De Gyldne Laurbær
- 1993: Rødekro Kommunes Kulturpris[22]
- 1994: Ridder af Dannebrog (20. maj)
- 1994: Kaffeprisen
- 1997: Året Wizo-kvinde
- 1998: Årets Roskilde-ambassadør
- 2004: Ingeborg-prisen (fra Gyldendal)
- 2004: Den Gyldne Grundtvig
- 2007: CEPOS-prisen
- 2011: Æreskunstner (Europæisk Jødisk Kulturdag)[23]
- 2018: Danish Rainbow Awards, Axgil-prisen. Ærespris.

I 2018 blev Lise Nørgaard hædret for sin lange og virksomme karriere ved navngivelsen af en ny slægt af biller, Noergaardia Fanti & Damgaard, 2018. Billen er nu uddød, men er fundet indkapslet i rav.

## Filmografi som manuskriptforfatter
- Mor bag rattet (1965)
- Huset på Christianshavn, tv-serie (1973-1977), flere episoder
- Mig og Mafiaen (1973)
- Mafiaen, det er osse mig (1974)
- Matador, tv-serie (1978-1982), flere episoder
- Een stor familie, tv-serie (1982-1983)
- Mor er major (1985)
- Brødrene Mortensens Jul, julekalender (1998)